# Женская сборная Израиля по баскетболу
Женская сборная Израиля по баскетболу — национальная баскетбольная команда, представляющая Израиль в женских турнирах на международной баскетбольной арене. Управляющим органом сборной выступает федерация баскетбола Израиля.
Женская сборная Израиля 6 раз принимала участие в чемпионатах Европы. Наилучшим достижением стало 8-е место на домашнем чемпионате Европы 1991 года.

## Выступления на чемпионатах Европы
| Участие | Год  | Место |
| ------- | ---- | ----- |
| 1.      | 1950 | 11    |
| 2.      | 1991 | 8     |
| 3.      | 2003 | 12    |
| 4.      | 2007 | 13    |
| 5.      | 2009 | 13    |
| 6.      | 2011 | 13    |